# Crisi dello Sputnik

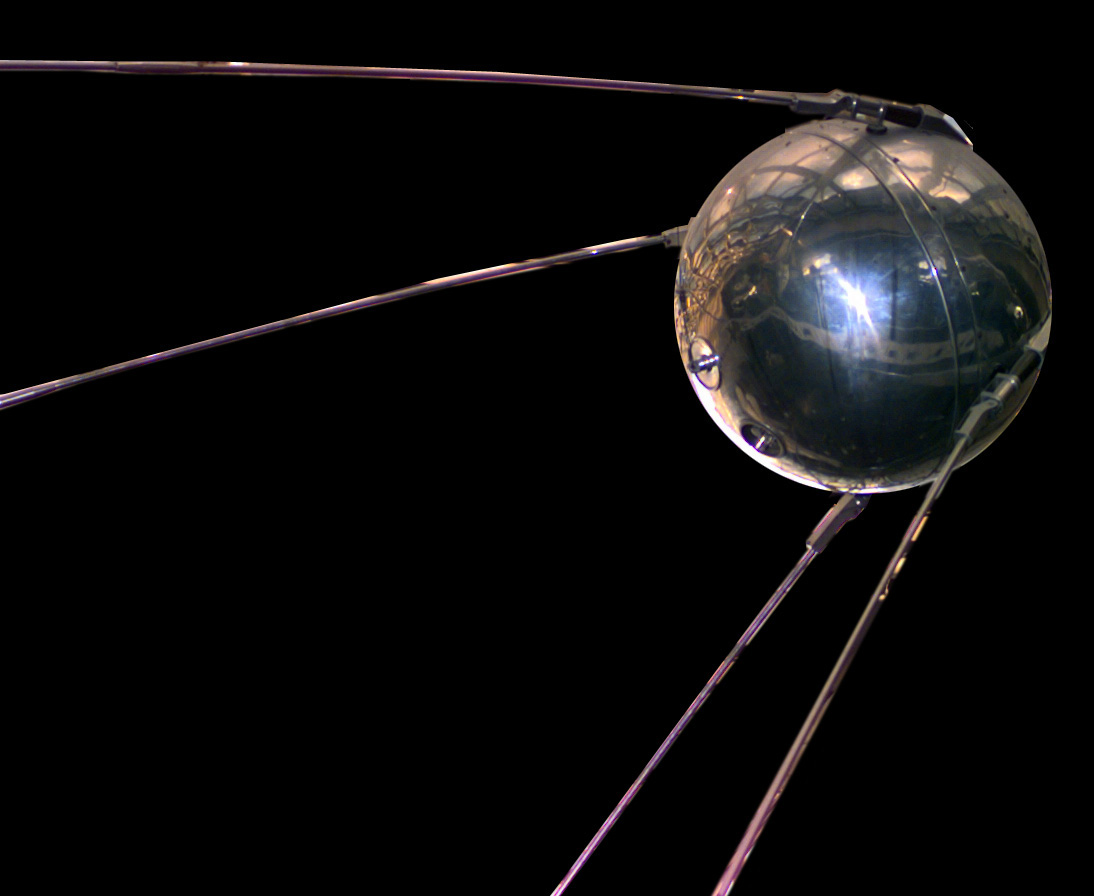
Sputnik 1

La crisi dello Sputnik è un evento chiave della guerra fredda, che iniziò il 4 ottobre 1957 con il lancio, da parte dell'Unione Sovietica, del satellite Sputnik 1, minando la presunzione di supremazia tecnologica e missilistica statunitense.
Ciò portò alla cosiddetta corsa allo spazio tra URSS e USA, i quali cercavano di superarsi l'un l'altro nella conquista dello spazio. Negli Stati Uniti furono create la NASA e il DARPA per rispondere al programma spaziale sovietico.
Inoltre, meno di un anno dopo il lancio dello Sputnik, il congresso creò il NDEA (National Defense Education Act), un programma di quattro anni che riversò diversi miliardi di dollari nel sistema educativo statunitense, a causa della paura che il sistema scolastico sovietico fosse migliore di quello statunitense.
Nel 1953, il governo spese 153 milioni di dollari. Dal 1960 i fondi crebbero di almeno sei volte grazie al NDEA.
Dopo lo shock iniziale, la corsa allo spazio iniziò. Gli Stati Uniti avviarono il Programma Apollo, che nel 1969 portò il primo essere umano sulla Luna.

## La reazione degli americani
Lo Sputnik portò a una serie di iniziative da parte degli USA:
- In due giorni venne calcolata l'orbita dello Sputnik (grazie al lavoro del dipartimento UIUC Astronomy Dept. e del Digital Computer Lab).
- Maggiore enfasi nel lancio del progetto Vanguard della marina e nel rilancio del Programma Explorer dell'esercito, che precedette il progetto Vanguard nel lancio del primo satellite americano in orbita il 31 gennaio 1958.
- Nel febbraio del 1958 la comunità politica e la Difesa dovettero riconoscere la necessità di un dipartimento della difesa altamente organizzato per eseguire progetti di ricerca e sviluppo e creare agenzie di ricerca che più tardi si evolse in DARPA (Defense Advanced Research Projects Agency)
- Il 29 luglio 1958, il presidente Eisenhower firmò la National Aeronautics and Space Act, la creazione della NASA.
- Nuovi programmi educativi vennero sviluppati per consentire alle nuove generazioni solide basi in scienza e tecnologia.
- Enorme incremento del supporto alla ricerca scientifica. Nel 1959 il congresso USA incrementò i fondi per l'NSF (National Science Foundation) stanziando 134 milioni di dollari, quasi 100 milioni in più rispetto all'anno precedente. Nel 1968, il budget dell'NSF si attesterà a circa $ 500 milioni.
- Sviluppo del programma missilistico Polaris.